# جيمي أندرسون (لاعب كرة قاعدة)
جيمي أندرسون (بالإنجليزية: Jimmy Anderson) هو لاعب كرة قاعدة أمريكي، ولد في 22 يناير 1976 في بورتسموث في الولايات المتحدة.

## وصلات خارجية
- جيمي أندرسون على موقعبيزبول رفرنس.كوم (الدوري الرئيسي) (الإنجليزية)
- جيمي أندرسون على موقعبيزبول رفرنس.كوم (الدوري الثانوي) (الإنجليزية)
- جيمي أندرسون على موقع مشجعي الرسوم البيانية (الإنجليزية)